# Dromaeolus perkinsi
Dromaeolus perkinsi är en skalbaggsart som beskrevs av Sharp 1908. Dromaeolus perkinsi ingår i släktet Dromaeolus och familjen halvknäppare. Inga underarter finns listade i Catalogue of Life.